# 대서중학교
대서중학교(大西中學校)는 대한민국 대구광역시 달서구 송현동에 있는 공립 중학교이다.

## 학교 연혁
- 1980년 1월 24일 : 대서중학교 설립 인가 (24학급)
- 1980년 3월 1일 : 초대 이상순 교장 취임, 대서중학교 개교
- 1980년 3월 5일 : 제1회 입학식 거행
- 1981년 7월 1일 : 대구직할시 편입 (행정구역 변경)
- 1983년 2월 10일 : 제1회 졸업식 거행 (529명)
- 1993년 9월 27일 : 양궁장 개장
- 2002년 12월 13일 : 교사 1동 (강당, 교실 16, 특별실 10, 합숙소 2) 증축
- 2010년 5월 17일 : 인조잔디운동장 조성
- 2017년 10월 13일 : 대서중학교 럭비부 창단
- 2020년 1월 9일 : 제38회 졸업식 거행(졸업생 178명, 누계 19,041명)
- 2021년 9월 1일 : 제20대 김응춘 교장 취임
- 2022년 2월 11일 : 제40회 졸업식 거행
- 2022년 3월 2일 : 제43회 입학식 거행
- 2023년 3월4일 : 제 44회 입학식 거행

## 참고 자료
- 대서중학교 - 한국교육학술정보원 학교알리미